# Bardhaman
Bardhaman, anciennement Burdwan (বর্ধমান en bengali) est une ville de l'État indien du Bengale-Occidental ainsi que le chef-lieu du district de Purba Bardhaman. Située sur la Grand Trunk Road, à un peu moins de 100 km au nord-ouest de Calcutta, elle est de grande ancienneté et fut jusqu'à l'indépendance de l'Inde le chef-lieu d'un État princier important.

## Histoire
L'origine du nom de la ville remonte au VIe siècle av. J.-C. et est associé à Mahāvīra, 24e et dernier Tirthankara jaïn, qui y a passé quelque temps. Le village, alors nommé Astikagrama, a été renommé Vardhamana en son honneur.
Le raj de Bardhaman se forma en 1657 et est ensuite devenu un État princier vassal de la Couronne britannique. La fidélité du raja Mahtab Chand à la Couronne pendant la révolte des Cipayes de 1857 est récompensée par les Britanniques et apporte la prospérité à la ville. D'esprit moderne, le dernier Raja de Bardhaman, Uday Chand Mahtab (1905-1984) signa l'accession de son État princier à l'union fédérale indienne après l'indépendance du pays. En 1955 il fit don à l'État de son palais de Bardhaman et des jardins y attenant, contribuant ainsi à fondation de l'université de Burdwan (en 1960).

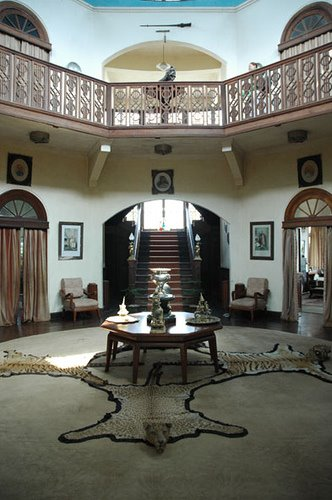
Vue intérieure du palais royal de Bardhaman
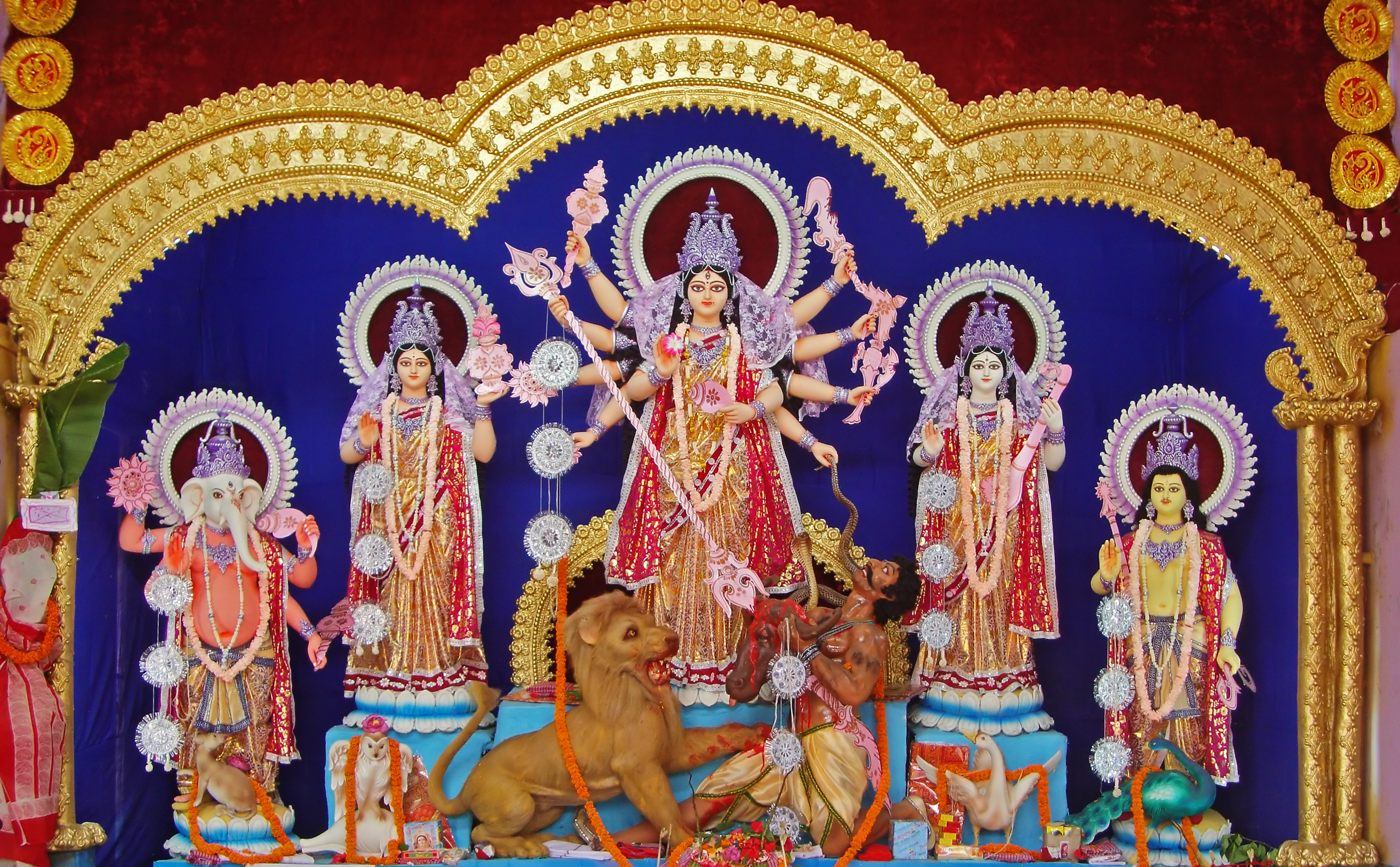
Statues de Dourgā lors de la fête de Dourgā pūjā à Bardhaman